# Kenia Carcaces
Kenia Carcaces Opón sinh ngày 22 tháng 01 năm 1986, tại Holguín của Cuba, là nữ vận động viên chơi cho đội bóng chuyền Cuba. Cô đã tham gia giải Thế vận hội Mùa hè 2008 và kết thúc giải ở vị trí đứng thứ tư cùng với đội Cuba trong giải đấu Olympic này. Kết thúc giải đấu, cô đã cùng đội tuyển Cuba giành được huy chương vàng Thế vận hội Pan American 2007 tại Rio de Janeiro, Brazil 

## Nghề nghiệp
Tại giải đấu Cuba Liga Nacional 2007, cô được bầu chọn là tuyển thủ phòng thủ xuất sắc nhất. Cô chơi Ciudad de La Habana và đã giành được Giải vô địch Liên đoàn Quốc gia Cuba cho mùa giải 2010 và cũng được chọn là Vận động viên đập bóng tấn công tốt nhất.
Tại giải đấu Montreux Volley Masters, đội tuyển quốc gia của cô đã kết thúc giải đấu ở vị trí thứ 3 và cô được chọn là Vận động viên ghi điểm tốt nhất trận đấu và cầu thủ xuất sắc nhất của giải đấu.
Kenia đã giành chiến thắng cùng với đội tuyển bóng chuyền quốc gia Cuba của cô ấy và giành được huy chương bạc cùng đội tuyển tại Thế vận hội Pan American 2011 được tổ chức tại Guadalajara, México 
Carcaces đã chơi tại Giải vô địch thế giới Club 2013 với Voléro Zürich và cô cũng được chọn là Chủ công chơi hay nhất. Đội của cô đã mất huy chương đồng bởi đội tuyển Quảng Đông Evergrande. (Trung Quốc).
Carcaces đã giành giải thưởng Chủ công xuất sắc nhất trong số các đội xuất sắc nhất tham dự Giải đấu vô địch thế giới cấp Câu lạc bộ FIVB 2014 sau khi câu lạc bộ của cô đã bị mất Huy Chương Đồng bởi một đội bóng chuyền SESI-SP 2-3 đến từ quốc gia Brazil.
Tại Giải vô địch Câu lạc bộ Nam Mỹ 2015, Carcaces đã giành giải cầu thủ xuất sắc nhất của giải đấu và cùng đội tuyển bóng chuyền nữ Cuba giành Huy Chương Bạc tại Giải vô địch lục địa.

## Câu lạc bộ
- Holguín
- Hisamitsu Springs (2005 Hàng2006)
- Ciudad de La Habana (2009 Vang2010)
- Voléro Zürich (2013-2014)
- lMolico Osasco (2014-2016)
- Voléro Zürich (2016-2017)

## Giải thưởng

### Giải thưởng Cá nhân
- 2005 Liên06 V.Premier League "Vua phá lưới"
- Nacional Cuba "Spiker hay nhất" năm 2007
- Cuba Liga Nacional 2010 "Người thợ lặn giỏi nhất"
- Montreux Volley Masters "Cầu thủ đáng giá nhất"
- Thạc sĩ Montreux Volley 2010 "Vua phá lưới"
- Cúp Pan-American 2010 "Vua phá lưới"
- Giải vô địch thế giới Câu lạc bộ FIVB 2013 "Hitter bên ngoài tốt nhất"
- Giải vô địch thế giới Câu lạc bộ FIVB 2014 "Hitter bên ngoài tốt nhất"
- Giải vô địch câu lạc bộ Nam Mỹ 2015 "Cầu thủ đáng giá nhất"

### Giải thưởng cấp Câu lạc bộ
- 2005 Liên06 V.Premier League - Á quân, với Hisamitsu Springs
- Giải đấu bóng chuyền Kurowashiki 2006 của Nhật Bản - Nhà vô địch, với Hisamitsu Springs
- Cuba Liga Nacional 2010 - Nhà vô địch, với công trình của de de Hab Habana
- Giải vô địch câu lạc bộ Nam Mỹ 2015 - Vô địch, với Molico / Osasco
- Giải vô địch thế giới Câu lạc bộ FIVB 2017 - Huy chương đồng, với Voléro Zürich

### Đội tuyển quốc gia

#### Đội ngũ cao cấp
- Thạc sĩ bóng chuyền Montreux 2007 - Huy chương bạc
- Trò chơi Pan American 2007 - Huy chương vàng
- Giải vô địch NORCECA 2007 - Huy chương vàng
- Giải thưởng lớn thế giới FIVB 2008 - Huy chương bạc
- Thạc sĩ bóng chuyền Montreux 2010 - Huy chương đồng
- Thạc sĩ bóng chuyền Montreux 2011 - Huy chương bạc
- Thế vận hội Pan American 2011 - Huy chương bạc

#### Đội thiếu niên
- Giải vô địch thiếu niên châu Âu năm 2002 của NORCECA U-20 - Huy chương đồng